# کانتنه
کانتنه (به لهستانی:  Kątne) یک روستا در لهستان است که در گمینا ناشلسک واقع شده‌است.